# Estado Mayor Conjunto de la Defensa de Chile
El Estado Mayor Conjunto de las Fuerzas Armadas de Chile, en sus siglas EMCO, creado para suceder al llamado Estado Mayor de la Defensa Nacional de Chile, se define como el organismo de trabajo y asesoría permanente del Ministro de Defensa de Chile en aquellas materias que tienen relación con la preparación y el empleo conjunto de las Fuerzas Armadas.
El Estado Mayor Conjunto estará a cargo de un Jefe de Estado Mayor Conjunto (JEMCO), contará con una Subjefatura y las Direcciones y Departamentos que le fije el reglamento del Ministerio de Defensa Nacional de Chile para el cumplimiento de las funciones de personal, inteligencia, operaciones y logística que son propias de un organismo de esta naturaleza, además de otras que, dado el nivel en el que actúe el Estado Mayor Conjunto, sean convenientes establecer.

## Jefes del Estado Mayor Conjunto
| Rango | Nombre                          | Periodo                                            | Título                                  | Institución |
|       | GDD Cristián Le Dantec Gallardo | 23 de enero de 2010 - 17 de enero de 2011          | Jefe del Estado Mayor Conjunto          | Ejército    |
|       | GDD Hernán Mardones Ríos        | 17 de enero de 2011 - 9 de diciembre de 2013       | Jefe del Estado Mayor Conjunto          | Ejército    |
|       | VA José Miguel Romero Aguirre   | 9 de diciembre de 2013 - 9 de diciembre de 2015    | Jefe del Estado Mayor Conjunto          | Armada      |
|       | GAV Arturo Merino Núñez         | 9 de diciembre de 2015 - 5 de noviembre de 2018    | Jefe del Estado Mayor Conjunto          | FACH        |
|       | VA Rodrigo Álvarez Aguirre      | 5 de noviembre de 2018 - 13 de noviembre de 2020   | Jefe del Estado Mayor Conjunto          | Armada      |
|       | GDD Javier Iturriaga del Campo  | 13 de noviembre de 2020 - 9 de marzo de 2022       | Jefe del Estado Mayor Conjunto          | Ejército    |
|       | GDD Guillermo Paiva Hernández   | 9 de marzo de 2022 - 22 de septiembre de 2022      | Jefe del Estado Mayor Conjunto          | Ejército    |
|       | VA José Luis Fernández          | 23 de septiembre de 2022 - 24 de noviembre de 2022 | Jefe del Estado Mayor Conjunto Suplente | Armada      |
|       | GAV José Ignacio Nogueira León  | 24 de noviembre de 2022-5 de diciembre de 2022     | Jefe del Estado Mayor Conjunto Suplente | FACH        |
|       | GAV Jean Pierre Desgroux Ycaza  | 5 de diciembre de 2022-20 de noviembre de 2023     | Jefe del Estado Mayor Conjunto          | FACH        |
|       | VA Pablo Niemann Figari         | 20 de noviembre de 2023 - 12 de junio de 2025      | Jefe del Estado Mayor Conjunto          | Armada      |
|       | GAV Leonardo Romanini Gutiérrez | 12 de junio de 2025 - En el cargo                  | Jefe del Estado Mayor Conjunto          | FACH        |

## Subjefes del Estado Mayor Conjunto
| Rango | Nombre                           | Periodo     | Institución |
|       | GBA (A) Leonardo Espinoza Didier | 2010 - 2011 | FACH        |
|       | GAV César Mac-Namara Manríquez   | 2011 - 2012 | FACH        |
|       | VA Jorge Cruz Jaramillo          | 2012 - 2013 | Armada      |
|       | GDD Ricardo Martínez Menanteau   | 2013 - 2015 | Ejército    |
|       | VA Rodrigo Álvarez Aguirre       | 2015 - 2018 | Armada      |
|       | GAV Albert Widmer Thomas         | 2018 - 2020 | FACH        |
|       | GAV Jean Pierre Desgroux Ycaza   | 2020 - 2021 | FACH        |
|       | GAV José Nogueira León           | 2021 - 2022 | FACH        |
|       | VA Alberto Ahrens Angulo         | 2022 - 2023 | Armada      |
|       | GDD Lionel Curtis Santibáñez     | 2023 -      | Ejército    |